# Timothy Mitchell
Timothy P. Mitchell é um teórico político britânico. Estudante do mundo árabe, Mitchell foi professor de política na Universidade de Nova York, e atualmente leciona Estudos do Oriente Médio na Universidade de Columbia.

## Carreira
Mitchell frequentou a John Fisher School, em Croydon, e estudou história no Queens' College, em Cambridge, recebendo seu bacharelado em 1977. Iniciou seus estudos de doutorado em Política na Universidade de Princeton, tendo recebido o título em 1984. Interessado na política do mundo árabe, Mitchell ficou surpreso ao descobrir que o Departamento de Política estava ensinando o positivismo.
É conhecido por sua extensa pesquisa sobre a economia do Egito moderno e por suas diferentes contribuições à teoria pós-colonial. Seu livro, Colonizing Egypt, baseia-se na teoria de que as raízes do colonialismo são tanto internas quanto externas, e que o poder opera por meio da representação e da cultura, bem como da força bruta. Para Mitchell, as reformas e a modernização do século XIX foram tentativas disfarçadas de subjugar o Egito à influência britânica. 

## Atividade política
Defensor do boicote acadêmico a Israel, Mitchell também assinou inúmeras cartas políticas abertas assinadas por acadêmicos. Entre elas, uma carta defendendo a democracia no Irã e desencorajando o militarismo e uma carta apoiando o direito de professores assistentes da Universidade de Nova York de tomarem suas próprias decisões sobre sindicalização .   
Mitchell respondeu ao 11 de setembro com uma crítica ao apoio americano à autocracia no mundo muçulmano e a Israel.

## Vida pessoal
Mitchell é casado com Lila Abu-Lughod, professora de antropologia e estudos de gênero da Universidade Columbia, filha do acadêmico palestino Ibrahim Abu-Lughod e da socióloga urbana americana Janet L. Abu-Lughod.

## Livros
- Carbon Democracy: Political Power in the Age of Oil, Verso, 2011.
- Rule of Experts: Egypt, Techno-Politics, Modernity University of California Press, 2002.
- Questions of Modernity, University of Minnesota Press, 2000 (editor e colaborador).
- Colonizing Egypt, University of California Press, 1991.